# 에두아르드 퓌체프
에두아르드 퓌체프(에스토니아어: Eduard Pütsep, 1898년 10월 21일 ~ 1960년 8월 22일)는 에스토니아의 레슬링 선수이다. 그는 1920년부터 1928년까지 3번의 올림픽에서 레슬링 그레코로만형에서 활약했고, 1924년에 밴텀급 부문에서 금메달을 획득한 최초의 에스토니아 올림픽 레슬링 챔피언이 되었다. 그는 1928년 올림픽 그레코로만형에서 6위를 했고 레슬링 자유형에서 9위를 했다.
퓌체프는 제1차 세계 대전 동안 레슬링을 했고 1917년 러시아 선수권 대회에서 3위를 했다. 그는 자신의 첫번째 국제 대회였던 1920년 올림픽때 준결승에서 은메달리스트 헤이키 카흐코넨에게 졌다. 다음 해 그는 세계 선수권 대회에서 4위를 했고, 1922년에 은메달을 획득했다. 그는 1933년에 은퇴했고 라트비아 레슬링 대표팀의 선두 코치로서 1936년 하계 올림픽에 참가했다. 제2차 세계 대전 동안 그는 핀란드로 이주했고 선수를 지도하는 것을 계속했다.